# ألكسندر غورويتش
ألكسندر غافريلوفيتش غورويتش (وأيضاً غورفيتش، غورفيتش، 1874–1954، بالروسية: Алекса́ндр Гаври́лович Гу́рвич) كان عالم أحياء وطبي روسي وسوفييتي ابتكر نظرية المجال المورفوجيني واكتشف البيوفوتون.

## بدايات حياته
كان غورويتش ابن لمحام يهودي إقليمي، عائلته كانت فنية وفكرية، وقرر دراسة الطب فقط بعد الفشل في الحصول على مكان دراسة الرسم. بعد البحث في مختبر كارل ويليم فون كوبفر، بدأ في التخصص في علم الأجنة، ونشر أول ورقة بحثية له عن الكيمياء الحيوية لتكون المعيدة في عام 1895. ثم تخرج من جامعة ميونيخ في عام 1897، بعد أن درس تحت إشراف أ. أ. بوم.

## نظرية المجال المورفوجيني
بعد التخرج عمل في مختبرات علم الأنسجة في جامعات ستراسبورغ وبرن حتى عام 1907. في هذا الوقت التقى بزوجته المستقبلية ومعاونه مدى الحياة، المتدربة الطبية الروسية المولد ليديا فيليسين. كان اهتمامه المستمر، بمساعدة قريبه ليونيد ماندلستام، في التقدم في الفيزياء في ذلك الوقت في صياغة نظريته الحقلية المورفوجينية، التي اعتبرها غورويتش نفسه طوال حياته على أنها ليست أكثر من فرضية إيحائية.
وفي عام 1904، خدم في صفوف الجيش الروسي في الميدان، كان لديه الكثير من الوقت للتفكير، استنتج مع نفسه أنه حتى الفهم الكامل لكل عملية تنموية قد لا يقدم، أو حتى يؤدي بالضرورة إلى الشعور فهم تطور الجنين ككل، وهناك حاجة إلى نموذج شمولي «من أعلى إلى أسفل» لشرح التسلسل المرتب لهذه العمليات الفردية. هذه القناعة قادته إلى تبني نظرية المجال كنموذج جنيني. وكانت أفكاره مشتركة كثيرا مع معاصريه هانز دريش، وطوّر الاثنان إعجابا مهنيا متبادلا.
وخلال العقد التالي، ساهم غورويتش في سلسلة من الأوراق التاريخية التي جادل فيها بأن التوجه والانقسام من الخلايا كانت عشوائية على المستوى المحلي ولكن تم جعلها متماسكة بواسطة مجال شامل يطيع قانون التربيع العكسي المنتظم- وهو مشروع يتطلب تحليلا إحصائيا واسعا. في عام 1907 نشر أطروحته العامة أطلس ومخطط علم أجنة الفقاريات والإنسان.

## البيوفوتون
بعد ثورة 1917، واجه غورويتش أوقاتًا عصيبة وقبل كرسي علم الأنسجة في جامعة توريدا، المقر الرئيسي لتعلم شبه جزيرة القرم، حيث أمضى سبع سنوات سعيدة. وهنا في عام 1923 لاحظ لأول مرة انبعاثات فوتونات بيولوجية شديدة الضعف من الموجات الكهرومغناطيسية الضعيفة التي تم الكشف عنها في نطاق الأشعة فوق البنفسجية للطيف.
أطلق غورويتش على الظاهرة ميتوجين حيث كان يعتقد أن هذا الإشعاع الضوئي سمح للمجال المورفوجيني بالتحكم في التطور الجنيني. وقد لفتت ملاحظاته المنشورة، والتي أشارت إلى تسريع تكاثر خلايا البصل من خلال توجيه هذه الأشعة إلى اسفل الأنبوب انتباها كبيرا. ومع ذلك، فقد أسفرت حوالي خمسمائة محاولة للتكرار عن نتائج سلبية ساحقة، بحيث تم إهمال الفكرة لعقود حتى استحوذت على بعض الاهتمام المتجدد في أواخر القرن العشرين. ومع ذلك، فإن الضجة ربما هي التي أثارت تجارب فيلهلم رايش المماثلة على أورغون، جلبت لغورويتش سمعة دولية أدت إلى العديد من المحاضرات الأوروبية. أثر عمله على عمل باول ألفريد فايس على وجه الخصوص. اعتبر ويليام سيفريز وجود أشعة غورويتش مثبتة تجريبيا.

## أواخر عمره
كانت غورويتش أستاذا في علم الأحياء وعلم الأجنة في جامعة موسكو من عام 1924 إلى عام 1929، ولكنها اصطدمت بالحزب الشيوعي واضطر على التخلي عن كرسي الرئاسة. ثم تولى إدارة مختبر في معهد الطب التجريبي في لينينغراد من 1930 حتى 1945، على الرغم من أنه أجبر على الإخلاء خلال الحرب العالمية الثانية في عام 1941. حصل على جائزة ستالين عن عمله الإشعاعي الميتيوجيني، لأنها أدت على ما يبدو إلى طريقة رخيصة وبسيطة لتشخيص مرض السرطان. كان مدير معهد علم الأحياء التجريبي في لينينغراد من 1945 إلى 1948. سعى إلى إعادة تعريف مفهومه «الهرقطي» للحقل المورفيجيني في المقالات العامة، مشيرا إلى التفاعلات الجزيئية غير المفسرة من قبل الكيمياء.
تقاعد غورويتش في عام 1948 بعد وصول تروفيم ليسينكو إلى السلطة ولكنه واصل العمل في المنزل. ومن المؤسف أن زوجته ليديا توفيت في عام 1951. ومع ذلك، واصلت ابنته آنا عمله، وبعد وفاته بفترة وجيزة، ساهمت بأوراق تدعم بعض جوانب عمل والدها على الأشعة الانقسامية.

## الإرث
بلغت نظريات التشكل أوجها في عشرينيات القرن الماضي، لكن النجاح المتزايد لعلم الوراثة حصر مثل هذه الأفكار لمؤيدي علم الأحياء. كان غورويتش سابقًا لعصره في اهتمامه بالخصائص الناشئة للجنين، ولكن نظريات التنظيم الذاتي الأكثر حداثة (مثل نظرية إيليا بريغوجين)، ومعالجات ترموديناميك اللاتوازن في الأنظمة الحية، ستظهر إلى أي مدى يمكن أن تتولد النواقل التي وصفها دون افتراض مجال شامل، وبالتالي فإن البحث عن مجال مادي تم التخلي عنها لصالح مفاهيم أكثر حيادية مثل نموذج أنظمة بيولوجيا. أدى الاهتمام المبكر بالفيزياء الذي ألهم غورويتش في النهاية إلى جعل أفكاره غير مقبولة. كان «الأشعة الانقسامية» أحد الموضوعات العلمية التي يتميز بـها إرفينغ لانغموير كـ «العلم الباثولوجي».
ومع ذلك، فإن إصرار آنا غورويتش جنبا إلى جنب مع تطوير مضاعف مضاد الفوتون، أدى إلى تأكيد ظاهرة البيوفيتونات في عام 1962. وقد تم تكرار الملاحظة في مختبر غربي بواسطة كويكندن وكوي هي في عام 1974. في نفس العام، أعلن الدكتور ف. ب. كازناشييف أن فريقه البحثي في نوفوسيبيرسك قد كشف الاتصال بين الخلايا بواسطة هذه الأشعة. ويدعي فريتز ألبرت بوب أنهم يظهرون أنماطا متماسكة. لم تجذب هذه الدراسات الا اهتماما هامشيا.
كان هناك إحياء حديثًا في نظريات الحياة الميدانية، وإن كان ذلك مرة أخرى على هامش العلم، لا سيما بين أولئك الذين يسعون إلى تضمين حساب علم النفس التنموي. إن تأثير نظرية غورويتش واضح بشكل خاص في عمل عالم فيزيولوجيا النبات البريطاني، روبرت شيلدريك، ومفهومه «الرنين الصخري».

## اطلع أيضا
- هانس شبيمان
- والتر كلنر

## قائمة المراجع
- أ. جورفيتش. نظرية المجال البيولوجي. - موسكو: العلوم السوفيتية، 1944.
- أ. جورفيتش. الإشعاع الجيني [الطبعة الثالثة] - موسكو، 1945.